# Otero de Bodas
Otero de Bodas település Spanyolországban,  Zamora tartományban. Otero de Bodas Rionegro del Puente, Calzadilla de Tera, Ferreras de Abajo, Ferreras de Arriba és Villardeciervos községekkel határos. Lakosainak száma 166 fő (2024).

## Népesség
A település népessége az utóbbi években az alábbiak szerint változott:
| Lakosok száma | 256  | 229  | 213  | 208  | 204  | 193  | 175  | 155  | 149  | 166  |
|               | 2001 | 2004 | 2007 | 2009 | 2012 | 2014 | 2017 | 2019 | 2022 | 2024 |